# 莫斯卡连基 (鄂木斯克州)
莫斯卡连基（羅馬化：Moskalenki）是俄罗斯鄂木斯克州的工人村（市级镇）、莫斯卡连基区行政中心及规模最大聚居地，地处鄂木斯克州西南部，西北靠近雷布诺耶（Рыбное）湖，在州府鄂木斯克西方，北距R254公路（额尔齐斯公路）约6公里。镇内设有同名铁路车站。
该地2021年人口有9,301人；2010年人口9,306；2002年人口9,872；1989年人口10,731。